# Лодзький-Східний повіт
Лодзький-Східний повіт — один з 21 земських повітів Лодзького воєводства Польщі.
Утворений 1 січня 1999 року в результаті адміністративної реформи.

## Загальні дані
Повіт знаходиться у центральній частині воєводства.
Адміністративний центр — місто Лодзь (не входить до складу повіту).
Станом на 1.01.2008 населення становить 65 368 осіб, площа 499,76 км².

## Демографія
Демографічні дані повіту станом на 31 grudnia.2007:
|       | Всього | Всього | Жінки | Жінки | Чоловіки | Чоловіки |
| ----- | ------ | ------ | ----- | ----- | -------- | -------- |
|       | осіб   | %      | осіб  | %     | осіб     | %        |
| Повіт | 65368  | 100    | 34019 | 52,0  | 31349    | 48,0     |
| Міста | 23885  | 100    | 12603 | 52,8  | 11282    | 47,2     |
| Села  | 41483  | 100    | 21416 | 51,6  | 20067    | 48,4     |